# CBCドラゴンズナイター
『CBCドラゴンズナイター』（シービーシードラゴンズナイター）は、CBCラジオ（2012年までは中部日本放送）が放送しているプロ野球ナイトゲーム中継番組である。以下の各節では、同局でドラゴンズ戦のみ月 - 金曜の昼間に予定のある試合のデーゲーム中継、ドラゴンズが月曜日のナイターに予定のある試合中継『CBCドラゴンズスペシャル』（シービーシードラゴンズスペシャル）、土曜日の試合中継『CBCドラゴンズサタデー』（シービーシードラゴンズサタデー）、日曜日の試合中継『CBCドラゴンズサンデー』（シービーシードラゴンズサンデー）、ならびに火 - 金曜のナイトゲーム中継終了後のクッション番組である『ドラ魂ナイト』（ドラだまナイト）についても記述する。

## 概要
CBCラジオの初プロ野球中継は1951年9月23日の当時の名古屋ドラゴンズ（1954年より、中日ドラゴンズ）対大洋ホエールズ戦。プロ野球地域保護権（フランチャイズ制）が正式導入された1952年には、名古屋の主催試合（ホームゲーム）を全試合放送開始する。当時のタイトルは『ドラゴンズ野球中継』（ドラゴンズやきゅうちゅうけい）。またレギュラー番組編成の関係で放送枠が確保できなかった試合は、街頭の有線ラジオで中継していた。
オンシーズン中は中日戦のうち、放送権利の関係（テレビ中継の放映権をフジテレビがほぼ独占しており、同社と共にフジサンケイグループの一員であるニッポン放送が独占制作し、同局がキーステーションであるNRN系列・東海ラジオへの裏送り中継だけになるため）で中継できない東京ヤクルトスワローズ戦ビジターゲーム（明治神宮野球場など）を除くほぼ全てのゲームを中継放送している。平日デーゲームや月曜日の試合、オフシーズン編成切替後も優勝争いを継続している場合やポストシーズン以降の中日戦は、「CBCドラゴンズスペシャル」というタイトルでプロ野球中継を放送する（オフシーズン編成期の放送の詳細は後述）。中日の試合がない場合、もしくは前述のヤクルト戦ビジターゲームの場合はTBSラジオ制作の横浜DeNA×巨人、若しくはJRN全国ネットの中継をネットしていた（2017年まで）。中日戦以外の中継の場合でもタイトルはドラゴンズナイターのままである。ただし、中日が絡まないクライマックスシリーズや日本シリーズの中継は「CBCスポーツスペシャル」となる。
実況アナウンサーが放送を紹介する際は、他の地方放送局は略称の後に正式名称を言う（例：広島主催ゲームの場合は実況はRCC中国放送の○○でお送りいたします。）というのに対し、CBCのアナウンサーは2012年度まで（例：高田寛之の場合は実況はCBC高田寛之でお伝えしてまいります。）のように正式名称を言わないことになっていた（CBCはテレビ・ラジオとも放送上正式名称をほとんど使用しないため。2013年度以降はTBSラジオと同様に「CBCラジオ」とアナウンスするようになった）。
2010年からはTBSラジオによる土・日のJRN全国中継の中止の影響により、土曜日は「CBCドラゴンズサタデー」、日曜日は「CBCドラゴンズサンデー」というタイトルで中日戦の開始時間に合わせて放送される。これにより、中日戦以外の土日ナイターの中継は行わない（これまでのデーゲーム（「ドラゴンズスペシャル」、特番扱い）とナイター（「ドラゴンズナイター」、レギュラー番組扱い）の別番組扱いから、土曜日・日曜日の中日戦中継番組という放送時間不定のレギュラー番組扱いに変更。ABCラジオやHBCラジオなど、2009年以前に同様の扱いに変更した局があった）。なお、土・日に中日戦もしくはオールスターゲームが予定されていない、もしくはCBCラジオに放送権がない東京ヤクルト戦ビジターゲームの場合は定時番組を放送する。
中継中、他球場の途中経過を知らせる際、チャイム（アタック音）が流れた後、TBSラジオ制作などは「TBSラジオ ナイター速報」と実況アナウンサーが言った後に途中経過を伝えるが、CBCの場合はアタック音と共に上田定行による「CBC ナイター速報」（デーゲームの場合は『CBC デーゲーム速報』）というボイスが流れてから途中経過を伝えていた（上田はオープニングとエンディングのタイトルコールも担当）。ただし、ビジターゲームの場合は、他局制作の裏送りや自主制作でも、実況アナウンサーが「CBC ナイター速報（デーゲーム時は、CBCデーゲーム速報 もしくは CBCプロ野球速報）」と言った後で途中経過を伝える。放送開始から約30年以上が経過しているため、JRN野球中継で使用されているアタック音は、それまでにも変更があったが、2012年からは大幅にリニューアルが行われ、これが最終型となった。2018年からはHBC・非NRN時のTBC（2021年はRBC・非NRN時のSBSも使用）と共通の独自のものに変更されたため、上田定行によるボイスは廃止された（TBSラジオ発裏送り・RFラジオ日本・朝日放送ラジオ・中国放送・RKBラジオは引き続きJRN最終型チャイムを継続使用し、ニッポン放送および文化放送のJRN向け裏送りは北海道放送・CBCラジオ向けに3局共通チャイムを、RKBラジオ向けにJRN最終型チャイムを、非NRN扱いのMBSラジオ向けの文化放送の裏送りの金曜ナイターとニッポン放送の土曜デーゲームと裏送りの土・日曜ナイターはMBS独自チャイムをそれぞれ使用する）。また、連戦中にCBCラジオの自社制作と裏送りが混在する場合はTBSラジオや中国放送制作でも3局共通チャイムが使われることがある。なお、中継中は時報、交通情報、天気予報、ニュースは原則流れない（東海ラジオは交通情報・天気予報のコーナーがある）が、時報以外は臨時に流すことがある。
中日ドラゴンズの点数が入るとCMの後のハイライトが聴けるようになった。この時はプロ野球ナビゲーターという肩書きで出演する戸井康成により、“得点した時“の状況説明が入る。
2017年からは2015年・2016年の2年間、チアドラゴンズのメンバーを務めた小倉綾華が土日限定のナビゲーターを担当することになった。
2016年度からは、RFラジオ日本とTBSラジオの提携が本格的に再開され、TBSラジオをキー局とするJRNの加盟各局との相互連携により、巨人戦はホーム・ビジターを問わず年80試合以上が放送されることになっているが、中日主催試合は従来通り、及び中日が関与しない試合をJRNナイターとしてCBCラジオは基よりRFラジオ日本・ラジオ関西（CRK）に向けて放送する場合で、CBCが本番カードとする試合についてもぎふチャンラジオ向けには放送されない。CBCラジオが中日戦を優先した場合は裏カードのTBSラジオ・RFラジオ日本のいずれかの制作のJRNナイターがぎふチャンラジオでも放送されるが、予備補充はCBCラジオに配慮して行わないことが多い。なお「巨人対中日」（巨人主催試合）となる場合はこのエリア重複による干渉を避ける観点から、RFラジオ日本制作のものは原則としてJRNには放送せずに別制作としている（CBCラジオを含むJRNにはTBSラジオ制作のもの、ぎふチャンラジオにはRFラジオ日本制作のものをそれぞれ放送する）が、祝日などで平日デーゲームとなる際はぎふチャンが放送しないため、個別ネット扱いでRFラジオ日本からネット受けすることがある（例：2016年9月22日）。またCRKについても、基本的に巨人戦で放送可能なカードは、火-金曜日に放送する原則を取っているが、巨人主催の地方開催を中心に、放送されない試合がまれに発生している。
2018年以降、平日ナイターで中日戦の中継が無い場合や雨天中止時の予備カード及びヤクルト主催の中日戦が組まれている日の中継に北海道放送（日本ハム戦）・RKB毎日放送（ソフトバンク戦）制作の中継（文化放送・朝日放送ラジオ・MBSラジオ制作の両局向け裏送り中継含む）を編成するケースが増えているほか、RFラジオ日本（巨人戦）・朝日放送ラジオまたはMBSラジオ（阪神戦）・RBCiラジオ（沖縄開催時）、TBSラジオ裏送り（対中日以外のDeNA戦。主に対阪神の朝日放送ラジオまたはMBSラジオ向け）制作の中継が流れる場合もある（制作局とCBCラジオの局間ネットになることがある）。さらに、2021年はセ・リーグのカードを優先的に編成することが増えていたが、2022年は再びパ・リーグの中継が増加していた。
2023年は中日戦以外の本番カード編成が減少したため（予備カード編成は継続）、デーゲーム開催・非開催・ヤクルト主催時に『ドラ魂ワイド』を放送する頻度が増加してたが、2024年は中日戦以外の本番カード編成が再び増やされている。また、自社制作によるオフチューブ実況中継が、DeNA主催に加えて、ロッテ・西武主催の一部や、地方開催（豊橋・浜松・岐阜など）かつネット局がない場合の中日主催試合でも行われるようになった。
2021年には、トクサンとライパチ（いずれも野球系YouTuber）を「CBCドラゴンズナイターアンバサダー」に起用。レギュラーシーズン中の中日ホームゲーム中継では、2人を「スペシャルゲスト」として招くなど、「トクサンTV」（2人の活動拠点であるYouTube上のチャンネル）とのコラボレーション企画を随時実施する。

## タイトルの変遷
- 1977年 - 1982年:「CBCラジオナイター」（シービーシーラジオナイター、総称。普段は「CBC○曜ナイター」（シービーシー○ようナイター）と称していた）
- 1983年:「CBCドラゴンズナイター」（第1次）
- 1984年 - 1996年:「CBCラジオナイター」（シービーシーラジオナイター）
  - 上記「CBCラジオナイター」の頃までは、テーマ曲として「ロイヤル・ウェールズ・フュージュリア連隊 (Royal Welch Fusiliers March) 」（作曲／ジョン・フィリップ・スーザ）という行進曲を使用。この曲は、CBCのスポーツ中継全体のテーマ曲という位置付けであり、ラジオだけでなくテレビの中日主催ゲーム中継においても使われた[注 17]。
- 1997年 - 2000年:「CBC Power Night Game」（シービーシー パワーナイトゲーム）
- 2001年 - 現在:「CBCドラゴンズナイター」（第2次）

## 曜日別番組名一覧（2017年）
| 曜日                       | デーゲーム              | ナイター                |
| -------------------------- | ----------------------- | ----------------------- |
| 月                         | CBCドラゴンズスペシャル | CBCドラゴンズスペシャル |
| 火                         | CBCドラゴンズスペシャル | CBCドラゴンズナイター   |
| 水                         | CBCドラゴンズスペシャル | CBCドラゴンズナイター   |
| 木                         | CBCドラゴンズスペシャル | CBCドラゴンズナイター   |
| 金                         | CBCドラゴンズスペシャル | CBCドラゴンズナイター   |
| 土                         | CBCドラゴンズサタデー   | CBCドラゴンズサタデー   |
| 日                         | CBCドラゴンズサンデー   | CBCドラゴンズサンデー   |
| オフシーズン（中日戦）     | CBCドラゴンズスペシャル | CBCドラゴンズスペシャル |
| オフシーズン（中日戦以外） | CBCスポーツスペシャル   | CBCスポーツスペシャル   |

## 放送時間
ナイター中継は原則17:57から試合終了まで（中日戦以外の試合を中継する場合は22時前に打ち切られることもある）。一方、デーゲーム中継も試合終了まで中継するが、開始時刻は直前番組が自社制作の生番組の場合は試合開始3分前、録音の箱番組の場合は試合開始時刻からとなる。（ナイターでも試合開始時刻がイレギュラーな場合は同様の対応が取られる）試合開始3分前からの放送の場合は、スタジオパート→CM（時報）→中継の構成。試合開始時間からの中継の場合は時報の後すぐに中継を開始し、スタジオパートは1回表終了後に放送する。2001年度 - 2005年度は17:58放送開始だったが、2006年度からは開始が1分繰り上げられた。ナゴヤ球場が中日ドラゴンズの本拠地だったころは、ナイターが18:20試合開始だったため、かつては18:15からの開始（東京ドームおよび甲子園での放送開始時は18:00、本来18:00から放送される番組は放送終了時から放送開始）で、全国放送カードになった場合、CBCの放送開始までは前座番組を設けていない一部の地方局（山陽放送など）へ放送席でのトークを裏送りしていたが、1997年にドラゴンズの本拠地がナゴヤドームに移転するとともに、試合開始時間も変更したため、その関係で放送開始時刻を変更した。2013年7月9日・10日は阪神対中日が沖縄セルラースタジアム那覇で開催された（ABCからのネット）が、19時試合開始のため、18時の時報明けから『ドラ魂ナイト』を放送し、18時50分頃から中継を開始した。
火～金曜のナイター中継前の17:53～17:57は「ドラゴンズナイター最前線」と題して、スタジオ担当の戸井康成と実況アナウンサー、解説者により中継する試合の直前情報やリスナーからの応援のFAXやメールを放送する。中日戦がデーゲームだった場合は、放送終了後の取材内容を加えたリポートを入れる。新聞のラジオ番組表やradikoの番組表では、CBCドラゴンズナイターは17:53開始と表記されることが多い。ただし、年度によっては「最前線」にスポンサーがつくこともあり、放送上は別番組扱いである（2013年度はアサヒビールが冠スポンサーについている）。なお、土・日・月曜開催のナイターであっても前番組が自社制作番組の場合は試合開始7分前から「ドラゴンズナイター」として放送開始する場合がある。この場合は「最前線」相当の直前情報枠なしで、提供読みとCMを放送した後4分繰り上げでの中継スタートとなるが、18時の時報および時報CMは放送する。
また、これとは別に平日の中日戦ナイター中継がある場合に限り、直前番組の『丹野みどりのよりどりっ!』→『ドラ魂キング』の「よりドラっ」→「1724ドラゴンズ」中で 17:25過ぎにCBCの自主制作時は当日の実況とベンチレポート担当、中日ビジターゲームで現地局制作なら現地のリポート担当のアナウンサーもしくは戸井が登場して当日の先発投手とスタメンの速報を伝える。CBCの自主制作時は16:10頃にもベンチレポート担当のアナウンサーが登場して中日情報を伝えている。

## ネットワーク
※JRNシングルネット
ラジオネットワーク発足以前のフリーネット時代は、年度およびカードによりニッポン放送・九州朝日放送など、後年のNRN系列局との局間ネットとなる事例もあった。
TBSラジオが野球中継の全国配信から撤退した2018年以降は、オールスターゲームや関東圏で開催のパ・リーグのカード（交流戦の中日ビジターを含む）では平日は文化放送、土・日曜日はニッポン放送とのネット関係となる。

### 制作担当局(2018年以降)
1979年以降原則としてヤクルト主催試合の放送はできない（日本シリーズおよび本拠地球場開催のオールスターゲームを除く。ヤクルトのビジターゲームは放送可能）。
| 主催球団／曜日   | 月  | 火・水・木 | 金  | 土・日       | 土・日     |     |
| 主催球団／曜日   | 月  | 火・水・木 | 金  | ナイトゲーム | デーゲーム |     |
| ---------------- | --- | ---------- | --- | ------------ | ---------- | --- |
| 基本系列         | JRN | JRN        | JRN | JRN          | JRN        | JRN |
| 日本ハム         | HBC | HBC        | HBC | HBC          | HBC        |     |
| 楽天             | TBC | TBC        | TBC | TBC          | TBC        |     |
| 巨人             | RF  | RF         | RF  | RF           | RF         |     |
| DeNA             | TBS | TBS        | TBS | TBS          | TBS        |     |
| 西武・ロッテ     | QR  | QR         | QR  | LF           | LF         |     |
| 中日             | CBC | CBC        | CBC | CBC          | CBC        |     |
| 阪神・オリックス | MBS | ABC        | MBS | MBS          | ABC        |     |
| 広島             | RCC | RCC        | RCC | RCC          | RCC        |     |
| ソフトバンク     | RKB | RKB        | RKB | RKB          | RKB        |     |

1. ↑  TBSラジオが自社およびJRNネットワーク番組としての野球中継を廃止した2018年以降は、厳密には（NRNとのクロスネットを含む）JRN加盟局および平日はQR（文化放送）、土・日はLF（ニッポン放送）・MBS（毎日放送→MBSラジオ）との非NRN扱いの個別ネットとなる。
2. 1 2  「楽天対阪神」「広島対阪神」の場合に限り、水・木曜はABC、金曜はMBS制作になる場合があった（RCCやTBCが裏送り待機を粉わず、中日戦およびJRN全国カードが中止となり、予備カードから昇格した場合のみ）。
3. ↑  巨人主催試合に限り2016 - 2017年は一部の試合をJRNナイターとして放送し、2018年以降も引き続きJRN系列局へのネット（土・日曜および追加・振替日程等の編成上RFが中継できない試合はCBC向けに裏送りまたは乗り込み中継の制作協力）を行う。
4. ↑  2018年以降TBSは自社での放送を行わず、2022年までDeNA主催に限りCBCへの裏送りや乗り込み中継への制作協力を行っていた。2023年以降TBS制作の球場内音声とCBC本社からの実況を合わせたオフチューブに移行。
5. ↑  西武対中日戦に限りQR本番のネット受けとなるが、それ以外のカードは基本的にHBC・RKB向けのQR制作の裏送り版をネットする。
6. ↑  セ・パ交流戦では、ビジターゲームの現地乗り込みまたはオフチューブ実況での自社制作を行わない場合に、西武またはロッテ主催の土・日曜デーゲームでLFからの裏送りを受ける。
7. ↑  2018年から自社放送分のナイターに関しては全曜日NRNを優先し、中日が関与する試合もSFとの局間ネットとしているため、広島主催はRCCからの裏送りかCBCの乗り込み自社制作での対応となる。デーゲームでは引き続き土・日曜日に原則として局間ネットを実施している（中日主催が東海地区ローカル特化の特別企画となるか、広島主催でCBCが自社乗り込みの場合は、RCCがSFとの局間ネットに切り替えも可能だが、JRNナイター廃止後は実例がない）。

### 巨人・DeNA・西武・ロッテ戦
（ヤクルト主催試合は原則JRNに放送権がないので基本的に放送出来ない）

- ラジオ日本（RF、『ジャイアンツナイター』） - 火～金の対巨人戦は局間ネット、土・日は巨人主催試合に限り裏送り受け（解説者とアナウンサーのどちらかがCBCの担当の場合あり）。
- 文化放送（QR：NRN、『ライオンズナイター』） - 西武・ロッテ主催試合の自社制作時の技術協力のほか、平日の対西武戦は局間ネットの場合あり（後述）。
- ニッポン放送（LF：NRN、『ショウアップナイター』） - 土・日開催の西武・ロッテ主催試合で自社制作を行わない場合の裏送り（後述）。
- TBSラジオ（『エキサイトベースボール』） - DeNA主催試合の自社制作時の技術協力（後述）。
- 主催球団公式映像を見ながらの自社スタジオからのオフチューブ実況（DeNA主催試合の2018-2022年の一部試合および2023年以降の全試合、2022年以降のロッテ主催試合、2024年の日本ハム主催試合で実施している（球場内音声も球団映像のものを利用）。また2023年以降中日主催の一部の地方球場（長良川球場など）でも実施することがある。

#### TBSが野球放送を実施していた時代の対応
TBSからのベンチリポーターの派遣は火～金曜にTBSと局間ネットになるか、予備カードからの昇格の可能性が高い試合、並びに土・日・月曜の関東での試合に限られる。DeNA対中日の場合、TBSから派遣されたベンチリポーターはBS-TBS・スカパー!TBSチャンネルの『S☆1 BASEBALL』と兼任する場合がある（兼任はTBS所属のアナウンサーに限られ、テレビ中継のリポーターがフリーアナウンサーの場合は出演しない。また、CBC側からのリポーターは『S☆1』に出演しない）。また、DeNA対中日におけるヒーローインタビュアーも担当する（平日ナイターなどでTBS・CBC双方からリポーターが派遣されている場合は勝ったほうのチームのリポーターが担当するが、NHK（総合テレビ及びBS1。『NHKプロ野球』）が放送している場合はNHKのアナウンサーが担当する）。なおDeNA対中日戦が神奈川県相模原市のサーティーフォー相模原球場で行われ、この試合をCBCが自社制作（JRN雨天予備カードの場合は除外）もしくはCBCのアナウンサー+TBSの解説者で中継を行う場合、地元コミュニティFMのFM HOT 839にもネットされる。

TBSの放送エリアでの中日ビジターゲームでは後述のようにCBCのアナウンサー+TBSの解説者で中継が行われることも多い。TBSが自局で野球中継を行わない土・日・月曜の試合や火～金曜開催のデーゲームのほとんどがこの手法で中継される他、2011年のロッテ・西武との交流戦は平日のナイター開催分も含め全てこの手法で中継を行った。また、2012年の8月にDeNA対中日が土曜日に甲府、日曜日に松本での2連戦で行われた際には、ロンドンオリンピック期間中ということもあり、人員不足を考慮したためかTBSがアナウンサーを派遣しなかったため、CBCから2名のアナウンサーが派遣され、交互に実況・リポートを担当したほか、松本での試合は信越放送（SBC）が主催として名を連ねていたため、SBCとの局間ネットで放送した（SBCは土日JRNナイター廃止と同時に土日ナイター枠を廃止し、通常はTBSからの音楽番組のネット受けとしているため、JRN相当のCBCの中継を受けたと思われる。ちなみにNRNは全国ネットカードだった（ただしQRはロンドンオリンピック中継のため野球中継を休止した））。またエキサイトベースボール晩年の2010年代は、中日主催試合が行われる場合に在京球団以外のチームとの対戦(主に阪神戦）であってもTBSがCBC制作分をネット受けするケースがあった。
巨人戦については火～金曜の開催分は原則局間ネット、かつ東京でのビジターゲームは競合の東海ラジオ（SF／TOKAI RADIO、『ガッツナイター』）が乗り込み自社制作出来ないため中京圏ラジオ独占中継となることも多いが、2012年からは経費と人員の問題からか特にシーズン中盤以降のカードで火～金曜の開催分でも裏送りとなる事例が発生している。この場合、3連戦のうち最低1試合はCBCアナウンサーが実況を担当している。また、2017年にはぎふチャンラジオが土曜・日曜ナイターの放送を取りやめたため、CBCがRFからの個別ネットで中継する例が発生している（2017年は6月24日が該当）。
沖縄県のJRN単営局である琉球放送（RBCiラジオ）の『エキサイトナイター』は2017年まで『エキサイトベースボール』のフルネット放送だったため、水曜～金曜の試合でTBSがCBC制作分をネット受けする場合は事実上CBC-TBS-RBCの3局ネットでの中継となっていた。なお2016年と17年はRBCのナイター中継が火曜のみ、18年以降は沖縄セルラースタジアムで行われる『Orionナイター』のみとなったため、今後このような状況になることはあり得ず、CBCとRBCの局間ネットも、CBCが放送できないヤクルト主催中日戦の裏カード時か、中日が沖縄での主催またはビジター（DeNAか交流戦でのパ・リーグ球団主催）の試合を実施しない限り発生しない。なお、ヤクルト主催中日戦の裏カード時には、2018年6月26・27日に日本ハム対ソフトバンク戦をRBC制作で放送している（26日はJRN10局ネット）。
かつて、ナゴヤ球場・ナゴヤドームで西武主催ゲームが行われた時はCBCがJRN向け予備待機を担当する場合があった。

##### ポストシーズンゲーム
クライマックス・セをTBSが中継する場合は開催球場に関係なく原則自社制作だったため、CBC制作の実況がネットされたことはこれまで一度もなく、CBC･TBS双方の乗り込み自社制作時の技術協力のみに留まっている。なお、TBSはナイターのみ放送し、デーゲームの場合は中継を行わない。なお、CSの放映権はレギュラーシーズンに準ずるため、CBCと同様にヤクルト主催になる場合は中継できないため、通常番組かパ・リーグのファーストステージのJRN系列局制作分のいずれかを放送するが、ヤクルト主催の中日戦が行われた場合、通常通りネット受けができないか、過去の横浜主催に準じて特例でニッポン放送または文化放送がCBC向けに別制作するかは実例がないため未定。
「ドラゴンズナイター」になって以降、日本シリーズに中日が出場した場合のTBSの対応は以下の通り。
- 2004年（対西武） - 全試合自社制作（西武ドームでの試合時には自社向けとJRN全国中継を二重制作）。
- 2006年（対日本ハム） - 全試合自社制作（自社向けのみ）。
- 2007年（対日本ハム） - 全試合JRN全国中継を解説者派遣の上でネット受け（札幌ドームでの第1･2戦はHBC、ナゴヤドームでの第3～5戦はCBC制作）。第3戦と第4戦はJRN全国中継をCBC自社でも放送したため、TBSの解説者がCBCの地元向けの放送にも登場した（第3戦は牛島、第4戦は元木大介）[注 19]。
- 2010年（対ロッテ） - 千葉マリンスタジアムでの第3～5戦のみ自社制作。ナゴヤドームでの第1･2･6･7戦はCBC制作のJRN全国中継をネット受け（解説者派遣はなし）。
- 2011年（対ソフトバンク） - 全試合JRN全国中継をネット受け（福岡Yahoo! JAPANドームでの第1･2･6･7戦はRKB、ナゴヤドームでの第3～5戦はCBC制作。RKB制作分は後述の通りCBC解説者とRKB解説者のダブル解説。TBSからの解説者派遣はなし）。

#### TBSの野球放送撤退に伴うRFとの関係再構築
元々CBCラジオはラジオ日本に対し、ナゴヤ球場時代から中日主催の対巨人戦をTBS・JRN向けとは別に二重制作し裏送りするという関係があった。

2018年はTBSラジオのプロ野球中継撤退に伴い、巨人主催試合はラジオ日本発のネット受けが基本となり、ラジオ日本側の元来のネット局であるぎふチャン（『ダイナミックナイター』）とラジオ関西（CRK、『ジャイアンツナイター』）も含めた4局ネットで放送される。さらにぎふチャンへの中日新聞社の資本参加で同局へのネット制限が緩和されたことから、中京圏ではCBCラジオとぎふチャンの2局でラジオ日本発の同一の実況が流れることになる。ラジオ日本が競馬中継（『土曜・日曜競馬実況中継』）を優先するため放送しない土日デーゲームの制作協力相手もTBSからRFに変更され、両局は密接な関係を確立した。

平日の巨人主催の対中日戦でラジオ日本が中継を行わない場合（2021年は、主に新型コロナウイルス感染拡大で中止となった週末開催試合の振替分が中心）は、土・日曜デーゲーム同様にラジオ日本がCBC向けに裏送りするか、CBCがラジオ日本の技術協力で自社制作するかのいずれかとなる。このため2021年シーズンからはCBCラジオのアナウンサーが乗り込んで、RFの解説者・レポーターと組んで中京圏ローカルで中継する試合も行われる。東海ラジオが巨人主催試合を乗り込み自社制作できない制約も引き続きかけられている。
横浜スタジアムにおけるDeNA主催の対中日戦では、TBSラジオへの業務委託による裏送り方式の中継や、同局の技術協力による乗り込み方式の中継で対応。その一方で、自社制作による2018年9月22日の中継（解説：彦野、実況：西村）では、いわゆる「オフチューブ」方式を初めて導入した。この方式では、アナウンサーと解説者がCBCラジオ本社（名古屋市）のスタジオから当番組に出演したうえで、横浜スタジアムからの中継映像（TBSテレビ・DeNA球団制作の公式映像）を見ながら実況や解説に取り組んでいる。さらに、TBSラジオが裏送り向け中継の受託制作を2022年限りで事実上終了したことに伴って、DeNAの主催試合中継では2023年から「オフチューブ」主体の制作体制へ移行。TBSラジオは技術スタッフと横浜スタジアム内の放送ブースを2023年以降も維持しているため、DeNA対中日戦の一部では、同局の技術協力による乗り込み方式の中継を引き続き実施している。

#### 文化放送ライオンズナイターとの関係
西武・ロッテ主催試合については、対中日戦で自社制作を行う場合は曜日に関係なく、NRN単独加盟の文化放送（QR、『ライオンズナイター』）の技術協力（放送ブース使用など）で対応するが、2022年のロッテ主催分は、前述のDeNA主催の一部試合と同様に、自社スタジオからのオフチューブ放送を行った。
自社制作を行わない場合、平日の対西武戦については『ライオンズナイター』との局間ネットとなり、他球場速報のチャイムもCBCが加盟していないNRNのものが使用される（最初の事例は2021年6月11日）が、土・日曜分は文化放送が東海ラジオ向けの制作をするため、ニッポン放送からの裏送りとなる。
セ・パ交流戦時は中日主催試合で行われる西武・ロッテ戦などでは、CBC制作分を文化放送が本番もしくは優先的に予備カードとして編成する。このため、2018年6月5日の対ロッテ戦は、文化放送が本番カードとしていたDeNA対西武戦が雨天中止となり、CBCと文化放送の局間ネットで放送され、2019・2022・2024年の対西武戦は文化放送の本番カードとして同様の対応で放送された。
文化放送では2019年以降、土・日の自社でのレギュラーシーズンの中継を取り止め（NRNナイターの裏送り制作のみ実施）、かつ日本シリーズ中継のセ・リーグ球団ホーム扱いの試合中継を非NRN扱いに統一したため、名古屋からのネット受け中継は事実上CBCからに一本化されている。
西武・ロッテ主催で中日が関与しない試合については、中日戦の非開催時やヤクルト主催中日戦の裏カード時を中心に、下記の事情により文化放送からJRN系列局に裏送りする中継をネット受けする。

同じくJRNシングルネット扱いのHBC・RKBは、西武・ロッテ主催は文化放送（平日）またはニッポン放送（土・日曜）による裏送り及び両局協力の自社制作で対応し、CBC解説者でもある牛島が文化放送制作裏送りの中継に出演した事例がある。また平日の西武のビジターゲームについては、HBC・RKBから文化放送にネットするようになった。
ヤクルト・西武主催を除く土・日曜デーゲームに限りJRN系列とのネット関係を継続としたRCCは、土・日曜デーゲームで開催された2018年のロッテ主催の広島戦を、巨人主催と同様にラジオ日本制作協力による自社制作で対応した。また『ラジオ日本マリーンズナイター』休止後の2021年もラジオ日本が同カードの裏送りを行った。

#### ニッポン放送ショウアップナイターとの関係
1993年（平成5年）に巨人主催カードの放送権がNRNに開放された後、中日ドラゴンズ・CBC・東海ラジオのそれぞれの親会社である中日新聞社の意向を受け入れて、1995年（平成7年）から2001年（平成13年）までNRNが放送権独占していた横浜主催試合のうち横浜主催の中日戦に限り特例で、LFが平日のSF＝NRN向けや週末のMBS向けとは別にCBC向けに二重制作して裏送りしていた。この場合、土・日曜の地方開催時のデーゲームでは、一部時間帯でLF-CBCの局間ネットに（SFは自社制作で対応）、ナイターではJRN担当日のABC・MBSの本番または予備になる場合もあった他、地方開催のナイターや優勝争いに絡んだ場合などには、CBCの自社制作がニッポン放送から認められたこともあった。横浜ベイスターズがTBSに売却された2002年シーズンよりJRNにおける横浜主催試合の放送権が回復したことを受け、この措置は終了となった。
その一方で、1995年（平成7年）から2001年（平成13年）まで横浜と巨人が対戦した際の裏カードに限りTBSにも中継が認められたヤクルト主催試合のうち、対中日戦はCBCへのネットが認められなかったため、予備カード（主にABC・MBS・RCCのいずれかの制作による阪神と広島の対戦や、TBSの裏送りを含むパ・リーグのカード）のネット受けか雨傘番組（TBSの裏送りかCBCの自社制作）で穴埋めせざるを得なかった（同様に1999年からヤクルトと巨人の対戦時の裏カードの横浜主催試合もTBSが製作したが、対中日戦はCBCでは上記のLF裏送り分を放送した）。裏カードとして東海圏（ナゴヤ球場→ナゴヤドーム・長良川球場）でパ・リーグの試合（主に近鉄主催）が開催された時には、当該試合をCBCの自社制作で放送したことがある。
その後、TBSラジオが土・日曜のナイター中継を取りやめたことを受け、2011年から土・日曜の中日主催試合について、LFの予備カードとして本番組が採用されるようになった（対阪神戦はMBSが自社制作しない場合に限る。対巨人戦など本番カードに選定された場合は従来通りLFが自社制作）。しかしこれらの予定が組まれながら、実際に本番カードに昇格した例は2019年に至るまで存在しない。
なお、TBSラジオが野球中継から撤退した2018年から、LFは土・日の関東圏外のナイターが本番カードおよび予備からの昇格となった際に、JRN単独局の中継（RKB・HBCで各々一度事例あり）を採用することがあるが、中日主催試合にも適用されるかについては2018年以降土・日の本番カードとなった事例がないため未定である。一方、土・日の西武・ロッテ主催試合で自社制作を行わない場合、HBCやRKB同様にLFから裏送りを受ける（最初の事例は2021年6月12日・13日の西武戦）。この場合、KBCとの契約の関係でRKB向けには出演しない前田幸長が中日OBとして出演することがある。また、土曜ナイター開催となった2018年のオールスター第2戦（熊本）において、LFからのネット受けを行った（MBS・HBC・RKBもネット。NRN分はQRが制作）ほか、翌2019年のオールスター第2戦（甲子園）ではLFとともにMBSからのネット受けを行っている。このため、LF制作の土・日曜デーゲーム開催の中日ビジター戦は、主催球団と制作要員によってネット局が変わることになる（主に巨人主催のネット受けとヤクルト・DeNA主催の裏送りはSFへ、セ・パ交流戦の西武・ロッテ主催はCBCへのネットとなるが、DeNA主催のSF向けはナイター同様QRの担当となる場合あり）。
土・日曜ナイター開催の巨人対中日戦がニッポン放送で『ショウアップナイター』本番カードとなり、ラジオ日本が中継を行わない場合、2025年5月17日については翌18日と一括でラジオ日本から裏送りを受ける予定（HBCラジオの巨人対日本ハム戦では、土曜のみ『ショウアップナイター』のネットに切り替えた実例あり）。

### 阪神・オリックス戦
- 毎日放送→MBSラジオ（『MBSベースボールパーク』。月・金曜日全て、土・日曜日ナイター）
- 朝日放送→朝日放送ラジオ（ABCラジオ、『ABCフレッシュアップベースボール』。火～木曜日全て、土・日曜日デーゲーム）
  - 2010年から土・日曜のJRNナイターが原則廃止され、ABCがNRNナイター担当局となったために上記の体制となった（福岡のRKBとは異なり、時間帯によってネット関係が固定されている）。土･日曜のMBS制作阪神・オリックス主催ナイターについてはNRNキー局のニッポン放送（『ショウアップナイター』）が本番・予備カードとする場合があるため、MBS-CBC-LFの変則ネットとなることも想定されている（これまでに何度かその予定が組まれたことがあるが、現時点では予備からの昇格はなく実現に至っていなかった。2016年7月30・31日には初めて本番カードでの変則ネットとなる[注 32]）が、CBCが別途MBS協力による自社制作を行い対応することもある。なお、ABC発の場合は文化放送（QR）の、MBS発の場合はLFの報道素材扱いとなっているが、表面上はJRNの形式（速報チャイムはJRNの物を使用）で行われている（TBSにはABC、MBSの両方が提供している模様。なお土日はJRNに関してはデーゲーム・ナイターとも、NRNはデーゲームは個別ネット扱いになる）。
  - 対阪神戦については、2013年から聴取率調査週間中を除いては主催球団に関係なく上記担当局との局間ネットとなる[注 33]。ただし、9月28日と29日の中日主催の土日デーゲームはCBCのネット相手であるABCが自社制作を行った[注 34]。
  - 中日が関与しない阪神主催の土・日曜デーゲームについては、CBCが中継する「巨人 vs 中日」の裏カードとなる試合をSFがMBSからネット受け（土曜）または裏送り（MBSが競馬中継優先となる日曜）を受けているが、2014年は日曜についてSFがMBSからの裏送りを受けず、ABCからのネット受けに変更する例が発生している。
  - 対オリックス戦については、上記担当局でオリックス戦が中継されることは少ないので、中日主催は単独放送、オリックス主催はABCまたはMBSからの裏送り[注 35]か自主制作となる。ABCにおいて予備カードとして組み込まれていない場合は、ABC解説者+CBCアナウンサーという形が採られたケースもある（2009年、2010年、2013年[注 36]）。なお、2006年、2008年、2011年、2012年、2019のオリックス主催試合は全てCBCが現地に乗り込んで自主制作した[注 37]。また、オリックスのOB会長を務め、関西在住である山田が交流戦開始以来、2012年までは毎年最低1試合は必ずこのカードの解説を担当していた[注 38]が、2013年は中日･オリックス両チームでコーチ経験のある高代延博がCBCの中継では初めて解説を担当した。2019年は6月13日（木曜）に山田とABCから派遣の福本豊とのダブル解説で放送した（山田と福本は阪急で同僚だった）。
  - 中日主催試合における上記担当局のベンチリポーターは、原則としてCBCとの局間ネットの場合もしくはJRN全国中継となった場合のみ登場するが、例外として2010年9月21日からの3連戦のようにCBCローカルでありながらABCから阪神サイドのリポーターの派遣を受けたこともあった（このときはABCの自社制作分の一部にもCBCから中日サイドのリポーターを派遣した）。
  - 2003年から2012年の中日主催の阪神戦はMBS･ABC共にCBC（いずれか一方がSFの場合あり）協力での自社制作が基本となり[注 39]、CBC単独での放送が多くなっていた。ただし、この間も以下の試合は局間ネットで中継している。
    - 2004年-ABCにおける8月以降の試合（高校野球期間終了後も含む）[注 40][注 41]。
    - 2010年-MBSにおける8月6日の試合。
    - 2011年-ABCにおける8月以降の試合（高校野球期間終了後も含む）[注 40]とMBSにおける9月1日の試合（詳細は後述）。
    - 2012年-ABCにおける5月1日からの3連戦[注 42]、6月26日からの3連戦[注 42]、9月9日と10日の試合[注 43]。

  - かつてナゴヤ球場・ナゴヤドームでオリックス・近鉄主催ゲームが開催された時に本番カードとなった場合は、JRN向けをABCまたはMBSのアナウンサー・解説者が乗り込みCBC技術協力で自社制作する場合と、CBCが直接制作の上自社のアナウンサー・解説者が担当する場合があった。また、CBCは中日戦同様にRFラジオ日本・ラジオ関西向けを制作する場合があった。この場合、中日戦でないためAM岐阜ラジオへのネットがあったかは不明。
  - ナイターオフ編成時は、ナイター編成期間と比べてネットワークの縛りが緩いため、本来MBSと組むべき月・金曜ならびにナイター時の土・日曜日でもABCと組むこともあり（この場合、東海ラジオ放送(SF)のネット相手もMBSとなる）、ナイターオフ期も多数の試合を残していた2011年度は、CBCがABCに対して予備カードの融通を行った。ただし、CBC･MBS両局が中継しない場合はSFがネット受けするカードをABCが予備カードとして設定した事例もある[注 44]。
  - セ・リーグのCSについては[注 45]、2010年まではMBSが全試合NRN扱いで中継していたため[注 46]、必然的にCBCはABCと組む（全試合JRN扱い）[注 47]事になったが、ABCが中継を行わない年があったり[注 48]、中継を行う場合もCBC･ABC両局が全試合自社制作を行ったため、双方の乗り込み自社制作時の技術協力に留まっていた。2011年度はナイター編成期間通りのネットワーク関係となり、水･木曜開催となったファイナルステージ第1･2戦はABC、金～日曜開催となった第3～5戦はMBSと局間ネットを組んだ。2012年度については、2010年までと同様にABCがJRN、MBSがNRN固定となり、ファーストステージはCBC-ABC、SF-MBSの局間ネット、ファイナルステージは聴取率調査週間にかかるため、ABCは第3戦、MBSは第5戦まで自社制作を行った[注 49]。2013年は中日が敗退したため、ファーストステージの阪神対広島をABCからのネットで放送した（RCCは自社制作したが、ABC-CBCとリポーターの相互乗り入れを行った）。
  - JRNナイターが全国配信されていた2017年まで、日本シリーズでは第1・2・6・7戦はABC、第3・4・5戦はMBSとネットを組んでいた。
  - 中日戦が非開催で、阪神主催ゲームとオリックス主催ゲームが同日に開催された日に、在阪局が自社向けの本線とする阪神戦と、ビジターの地元局に裏送りするオリックス戦（主に対日本ハムまたはソフトバンク）のどちらをネット受けするかは随時異なる。
    - 2022年7月22日 - 24日に中継予定だった中日対巨人戦（バンテリンドーム ナゴヤ。22日は当初MBSが第1予備扱い）が、巨人の選手・職員などに新型コロナウイルス感染が蔓延して延期となった。このため、22日はMBSからRKBに裏送り（制作局のMBSでは第1予備扱いに昇格）のオリックス対ソフトバンク戦（解説：八木裕、実況：赤木誠、リポーター：森本栄浩）をネット受けした。同日MBSが自社向け本線としている阪神対DeNA戦（解説：掛布雅之、実況：馬野雅行、リポーター：金山泉）のネット受けも編成上可能であったが、野球中継においてJRN単独ネット扱いのCBC・RKB・HBCとの間で一定数の中継カードを相互に融通していることと、阪神戦の番組購入費用の関係か、オリックス対ソフトバンク戦のネットとなった。中継中では「RKBエキサイトホークス・CBCドラゴンズナイター」と番組名をコールし、他球場速報はMBS制作ながらRKBからの委託扱いのため、「RKBナイター速報」として伝えた（速報チャイムはMBS独自のものを使用）[注 50]。

### 広島戦
- 中国放送（RCCラジオ、『Veryカープ!RCCカープナイター』『Veryカープ!RCCカープデーゲーム中継』）

主催球団に関係なく、土・日曜はデーゲームのみ局間ネット。水～金曜は中日主催は単独放送、広島主催はRCCの制作で裏送りが行われる。2014年までの土・日のナイターについては、デーゲーム同様の局間ネットであったが、2015年からはRCCが機材運用の簡便化のため土・日ナイターをNRNナイターの枠組みに固定したため、水～金曜同様の取扱いとなった。ただし、オフシーズン編成期は日本シリーズを含めて前述のABC・MBSと同様、ネットワークの縛りが緩くなる関係で水～金曜や土・日曜ナイター開催であってもCBCがRCCとの局間ネットで中継するケースもある。また、稀にRCCが中日主催試合を自社制作する際にCBCとSFのどちらが技術協力するかは、要員などの都合もあり必ずしも曜日によって決まっていない。
- RCCがNRNラインを採り局間ネットとならない水～金曜（ならびに土・日ナイター）の中日主催試合では、RCCからの広島サイドのベンチリポーター派遣はJRN全国中継となった場合に不定期に行われる程度（近年はない場合が多い）であり、RCCのリポーターが派遣されない場合はCBCのアナウンサーが両チームのリポーターを兼務する。逆に広島主催の場合は水～金曜開催（ならびに土・日ナイター開催）で、かつ全国放送でない場合であってもRCCから広島サイドのリポーターが派遣される。
- 土・日曜のRCC制作広島主催ナイターについては、ニッポン放送ショウアップナイターおよびMBSベースボールパークが予備カードとする場合があるため、繰上げ時にはRCC裏送り（2014年までは本番）-CBC-LF（-MBS）の変則ネットとなる（予備順位によってはRCCが別に実況をスタンバイして三重制作とする場合あり）。
- 聴取率調査期間や優勝争いに絡む場合は、CBCが自社制作する場合があり、聴取率調査期間以外の水～金曜日は、RCCが裏送り体制をとらず、CBCの中継をそのままJRN予備待機扱いとする場合がある。また、土・日デーゲームならびに月曜日に該当した際は、RCCはCBC向けの送り出し対応が必要なくなるため、通常裏送りとしているSF（ナイターはQR-NRN予備または本番）向けを自社向け本番に切り替える場合と、SF-NRN向け裏送り・CBC自社制作分の技術協力とは別に、自社分をローカル（ナイター時の月曜はJRN素材）扱いとして別制作する場合とがある。
- CBCが競馬の重賞レースを放送するために野球中継を中断する間も、RCCでは裏送りで中継を続行し、競馬の結果についてはRCCのスタジオからの「中央競馬結果速報」でフォローする（RCCも競馬中継のネット局ながら、競馬中継より広島戦中継を優先して放送しているため）。
- 中日が関与しない広島主催の土・日曜デーゲームについては、CBCが中継する「巨人 vs 中日」の裏カードとなり、かつJRNナイター単独参加局（実例は無いが、日本ハム戦非開催時のHBCが該当）からのネットが無かった場合に限り、RCC-SFの局間ネットとなる場合がある。
- JRNナイターが平日のみに縮小された2010年からRCCが週末ナイターをNRNに一本化する前年の2014年までの間、CBCが聴取率調査週間の土・日曜ナイターでホームゲームの中継内容をプレゼント企画・応援実況等地元向けに特化し、RCC向けをCBCが別に裏送りしたり、RCCがSFからのネットに切り替えた実例はなかった。
- RCCはクライマックスシリーズの中継は広島出場時のみ行う（2013年、2014年はすべてJRN扱いで放送したが、現時点では中日と広島の対戦実績がないため、全てをCBC-JRN局間ネットとするか、一部の試合をSF-NRN局間ネットするかは不明。ただし、広島が出場した2016年はCBCが未放送の一方、SFはRCCではなくLFからネット受けしていた）。
- RCCの日本シリーズ中継は2005年の中継再開から2011年を最後に終了するまで全試合JRN全国中継をネット受けしていた。このため、中日が日本シリーズに出場した2006年、2007年、2010年、2011年のナゴヤドームで行われた試合は全てCBC制作分をネット受けしている（全国ネット用とローカル用が別制作の場合は全て全国ネット用を受けた）。なお、広島が出場する2016年は広島主管分の第1・2戦は自社向けをNRN（SFにネット）扱いとするRCCが二重制作を行わずJRN向けをTBSラジオが制作するが、第6・7戦はRCCが二重制作して自社向けをCBC-TBS-ABC-JRN扱い（HBCは全試合自社制作）、裏送り分をSF-MBS-STV-NRN（第6戦のみQRがネット受け、LFと非開催に終わった第7戦のQRは自社制作）扱いとして、ナイター編成時と異なる対応をとっている。
- 過去に長良川球場で広島主催の中日戦が行われた際には、中日主催と同様にRCCはリポーターのみ派遣し、CBC・SF制作で放送された（RCCは曜日に応じてどちらかからネット受け）。また、RF向けは中日主催と同様にCBCが別制作する場合と、RFが乗り込む場合とがあったが、いずれの場合でも岐阜放送（GBS）へのネットが行われていた。
- 2017年までは月・火曜日もCBCとの局間ネットだったが、TBSラジオが野球中継から撤退した2018年から、RCCはナイターは全曜日NRNを優先することになり、広島戦非開催時の予備補充や本番受けもSFから行うため、広島非関与の中日主催試合でのCBCとのネット関係が事実上解消された。これにより月・火曜日の広島と中日の対戦時はナイターではSFとの局間ネット（広島主催のCBC向けはRCCによる裏送りまたはCBCの乗り込み自社制作）に切り替えることになったが、月・火曜日が祝日でデーゲーム開催となった場合のネット体制については編成や要員の都合もあり必ずしも固定していない。
  - 月曜の祝日にデーゲームが行われた場合、2018年9月24日に広島の優勝争いに関連して「広島 vs DeNA」の終了後に「中日 vs ヤクルト」にリレーした際はSFからネット受けした一方、2019年9月23日の「広島 vs 中日」はCBCとネットを組み、SFは自社制作（解説者とリポーターをRCCから派遣）で対応した。
  - それに対し、中日非関与の広島主催試合については2018年以降全く放送されていない（予備カード設定についても実例なし）。これは先述のTBSラジオ野球中継撤退に伴い、RCCが対中日・対ソフトバンク及びナイター時の対日本ハム[注 55]・対西武・在阪局が自社制作を見送った時の対阪神[注 56]・元々CBCが放送しない対中日戦以外の土曜・日曜ナイターのニッポン放送への別制作時を除いて、自社における二重制作を行う必要がなくなったためであり、先述の二重制作の対象となる広島主催試合も対阪神戦以外は全て交流戦ゆえ必然的にバンテリンドームナゴヤにおける中日主催試合の裏カードになるため、本拠地が屋外のDeNA主催時および地方開催の巨人主催時に非NRN扱いの広島対阪神戦を予備カードとして設定するか、交流戦において屋外球場を本拠とする広島の主催試合が雨天中止などによる予備日の復活開催で単独でのナイター開催となり、かつCBCが自社制作番組の編成を見送らない限り、CBCで放送される可能性は皆無に等しい。
- 2021年6月15日（火曜）は、「広島 vs 西武」が5月の広島球団の新型コロナウイルスのクラスター発生で中止となった分の振替試合として行われ、NRN本番および自社向けと、『文化放送ライオンズナイター』およびRKBを軸とした九州山口ブロック・ABC向けとの二重制作を行ったため、CBCでも個別ネットで後者を放送可能だったが、この時は自社制作番組を放送した。
- 一方土・日曜のデーゲームについてはCBCとの局間ネットを引き続き優先するが[注 57]、この場合は、直前の金曜ナイターをRCCの技術・制作協力によるCBCの自社制作として、局間ネットとする土・日曜デーゲームのペンチリポートとして派遣されているアナウンサーが実況を担当する例がある。同様に完全裏送りとなる火 - 木曜ナイターでも1試合か2試合をCBCのアナウンサーが実況することがある。RCCからのネット受けの場合、他球場速報は局間ネット時は2017年までのJRNのチャイム（2016年からはRFラジオ日本が、2018年からはRKB向け裏送りとHBC向け裏送りの一部でのニッポン放送・文化放送も使用）を引き続き使用するが、裏送り時はCBC独自のチャイム（HBC・JRN担当時のTBCと共通。CBC向け裏送りの一部ではTBSラジオも、HBC向け裏送りの一部ではニッポン放送・文化放送も使用）を使用することがある[注 58]。
- 1980年代には、広島戦または巨人戦が非開催で、JRN本番がパ・リーグのカード（主に西武主催）だった場合に、CBCから中日主催試合を個別にネット受けし、本来のJRN本番カードを予備に繰り下げることがあった（実例：1984年5月1日）。

### 日本ハム戦
- 北海道放送（HBCラジオ、『ファイターズナイター』）
  - 中日主催試合は交流戦開始以来、CBC協力でHBCが自社制作していたが、2010年に中日主催の1試合が雨天順延で予備日開催となったため、当該試合はHBCもネット受けでの放送となり（JRN全国放送扱い）、2011年以降は全試合CBC-HBCの局間ネットとなっている（この場合、HBCのリポーター派遣は、原則としてHBCテレビでの中継がある場合のみとなる）。
  - 日本ハム主催試合は聴取率調査週間の期間中に該当した2006年・2007年・2009年がHBC協力の現地乗り込みで、2024年が自社スタジオからのオフチューブ実況でCBCが自社制作、それ以外はHBC-CBCの局間ネットとなった。なお、2008年・2010年・2011年のHBC制作分では中日、日本ハム両チームのOBでかつCBCの放送エリアの愛知県出身である大宮龍男が全ての試合で解説を担当していたが、2012年度以降は新谷博が解説を担当している。
  - 中日と日本ハムが戦った2006年と2007年の日本シリーズではCBC、HBC両局がホーム･ビジター関係なく全試合を自主制作した。HBCは札幌ドームでの全ての試合で自社向けとJRN向けの二重制作を行ったが、CBCは日本一決定試合となった2007年の第5戦を除いては二重制作を行わなかった。

### 楽天戦
- 東北放送（TBCラジオ、『パワフルベースボール』）
  - 中日主催の場合は日・火・土曜はCBC-TBCの局間ネットで、それ以外の曜日はCBCの単独放送となる。尚、TBCはビジターゲームへのリポーター派遣を原則行っていないが、TBCテレビが中継し、かつラジオがCBC-TBCで組む曜日の場合は、テレビ・ラジオ兼任の形でリポーターが派遣される場合がある。
  - 楽天主催の場合、局間ネットは2008年と2012年のいずれも火曜ナイターと2013年の日曜ナイターのみで、他は全てTBC制作の裏送りか、CBCの自社制作となっている。土・日曜が絡んだ2006年と2011年や、火 - 木曜ナイター開催で聴取率調査期間に該当した2025年はCBCが全試合を自社制作とした（TBCは週末開催時はJRN扱いの単独放送。SF向けは裏送りにしているが、2025年はSFも自社制作するため、屋外球場より下位のNRN予備扱いとして単独放送とする[注 59]）。なお、TBCの解説者がCBCの中継に登場したのは2008年、2010年、2012年、2013年のみで他の年はすべてCBCの解説者が仙台に乗り込んで中継を行っている。2015年は金曜がTBC裏送り(CBCが実況を派遣)、土・日曜はTBCとの局間ネットとなる。
  - JRNナイターの終了後も、TBCは引き続き火曜日をJRN系列局とのネットを優先しているため、ビジターの楽天戦をJRN系列局との局間ネットができない場合に[注 60]裏カードの中日主催試合を放送することがある。逆に、巨人主催中日戦の裏カード時や中日戦の非開催時には、中日が関与しない楽天主催試合をSFとの局間ネットで放送することがある。

### ソフトバンク戦
- RKB毎日放送（RKBラジオ、『エキサイトホークス』）
  - 曜日・主催球団に関係なく原則は局間ネットとなる。ただし、ソフトバンク主催試合については2005年・2006年・2008年・2012年はCBCがRKB協力で自主制作し、2009年は1試合が土曜デーゲーム（この年までRKBは原則として放送対象外としていた）となったため、CBCが実況アナを派遣（解説者・リポーターはRKBから派遣）しての裏送りを行った。また、2007年の中日主催試合ではCBCが自社向けとRKB向けの二重制作を行った。なお、RKBは2010年以降ビジターゲームへのリポーター派遣を原則中止したが、ナゴヤドームでの中日戦に関しては先述のHBC同様、RKBテレビでの中継予定がある場合に限り、リポーター派遣が継続されている。
  - 中日とソフトバンクが対戦した2011年の日本シリーズではCBC、RKB両局がホーム・ビジター関係なく全試合を自主制作した。また、ヤフードームでの試合についてはCBCが自社の解説者をRKB発のJRN全国中継に派遣している。（逆にナゴヤドームでの試合時にCBCはRKBの解説者派遣は受けずに中継を行った。）なお、両局とも二重制作は全く行わなかった。

### 中日主催がJRN全国ネットの場合
上記テンプレート「JRNナイター中継」のネット受けの局。また、地元球団の試合を優先する放送局も、その該当球団の試合がなく、独自番組の編成もない場合ネットする。

## オフシーズン編成期の中継
2001年から2012年までと2015年以降について、公式戦は中日にリーグ優勝の可能性がある場合に限り、中日戦のみ中継を行い、逆に中日が優勝争いに絡んでいない場合は仮にリーグ優勝やクライマックスシリーズ（CS）の進出有無が決まっていなかったとしても中継は行わない方針を採っている。オフ編成に入った後にリーグ優勝が決定した場合も以降の中継は原則行わないが、中継権の関係で一部中継する試合も発生している。また、たとえオンシーズン中であっても、オフ編成に入る前に優勝が決定した場合は以降の土曜・日曜の中継が行われないこともある。2013年と2014年はこの方針を撤回し、オフ編成突入後の消化試合であっても中継を行ったが、2015年からは再び2012年までと同じ状態に戻った。
以下は2001年以降のオフシーズン編成期前後の対応である。
- 2001年:10月1日にオフ編成に入った後の5試合は中継せず。この時点でリーグ優勝チームはまだ決定していなかったが、中日が早々に優勝争いから脱落したため。
- 2002年:10月7日にオフ編成に入るが、既に9月23日に巨人の優勝が決定していたため、中日戦の中継は10月5日の横浜スタジアムでの横浜戦を最後に4試合を残して打ち切り。翌10月6日もデーゲームで同カードが行われたが中継せず。ただし、同日のJRNナイターは放送された。
- 2003年:9月29日にオフ編成に入るが、中日戦の中継は9月21日の横浜スタジアムでの横浜戦を最後に10試合を残して打ち切り。なお、9月27日に同カードがデーゲームで行われたが中継せず（9月15日に阪神の優勝が決定していた上に、改編直前1週間で中継可能な中日の試合がこの横浜戦1試合のみであった）。JRNナイターの放送は9月28日まで継続。
- 2004年:9月27日にオフ編成に入るが、中日の優勝が濃厚であったため中継を継続。9月30日には優勝決定の可能性があったため、本来中継権のない神宮球場でのヤクルト戦をニッポン放送からの裏送り（実況はNRN向けとは別に用意）により特例で中継。10月1日に優勝決定後、10月3日のナゴヤドームでのヤクルト戦を最後に3試合を残して中継打ち切り。
- 2005年:10月3日にオフ編成に入った後の4試合は中継せず（9月29日に阪神の優勝が決定していたため。）。
- 2006年:10月2日にオフ編成に入るが、中日の優勝が濃厚であったため、優勝を決めた10月10日の東京ドームでの巨人戦まで中継を継続（この試合はCBCが実況アナ・解説者を派遣して自社制作。また、10月3日からは8連戦であったが10月9日の神宮球場でのヤクルト戦以外は全て中継[注 61]）。その後4試合を残すが、10月14日のナゴヤドームでのヤクルト戦以外は中継せず。
- 2007年:10月1日にオフ編成に入るが、中日が優勝の可能性を残していたため、この日は広島市民球場での広島戦を中継。翌10月2日に巨人の優勝が決定したため、3試合を残して中継打ち切り。中日が2位で進出したクライマックスシリーズは、ホーム開催の第1ステージ（対阪神、ナゴヤドーム）を全試合放送。中日が進出した第2ステージ（対巨人、東京ドーム）も全試合自社制作で放送した。
- 2008年:9月29日にオフ編成に入った後の7試合は中継せず（この時点でリーグ優勝チームはまだ決定していなかったが、中日が早々に優勝争いから脱落したため。なお、中日のCSへの進出は10月4日に確定。）。中日が3位で進出したクライマックスシリーズは、ビジター開催の第1ステージ（対阪神、京セラドーム）及び中日が進出した第2ステージ（対巨人、東京ドーム）を全試合自社制作で放送した。
- 2009年:10月5日にオフ編成に入るが、この時点で残り試合が神宮球場でのヤクルト戦1試合のみで、かつ9月24日に巨人の優勝が決定していたため、元々中継予定はなし（したがってオンシーズン中に中継可能な試合は全て中継した。）。中日が2位で進出したクライマックスシリーズは、ホーム開催の第1ステージ（対ヤクルト、ナゴヤドーム）を全試合放送。中日が進出した第2ステージ（対巨人、東京ドーム）も全試合自社制作で放送した。
- 2010年:10月4日にオフ編成に入るが、10月1日に中日の優勝が決定し、翌10月2日のナゴヤドームでのヤクルト戦で中日の全日程が終了したため、オンシーズン中に最終戦まで完全中継した。CBCが中日のシーズン最終戦を中継したのは1998年以来12年ぶりであった。中日が1位で進出したクライマックスシリーズは、ファーストステージ（阪神対巨人、甲子園）を全試合自社制作で放送。中日が進出したファイナルステージ（対巨人、ナゴヤドーム）も全試合放送した。
- 2011年:10月3日にオフ編成に入るが、中日が優勝争いに絡み、かつ東日本大震災発生で開幕が3週間近く遅れた影響で例年より多く試合を残していたため中継を継続。オフ期の番組である『宮部和裕のドラゴンズEXPRESS』の開始を10月18日まで繰り下げ、10月4日からの球団史上初の13連戦を全て中継する態勢を取ったが、優勝決定に至らなかったため、10月18日の横浜スタジアムでの横浜戦も予定を変更して中継（CBCが実況アナ・解説者を派遣して自社制作）。この試合で中日の優勝が決定したため、2試合を残して中継打ち切り。中日が1位で進出したクライマックスシリーズは、ファーストステージ（ヤクルト対巨人、神宮）が放映権の問題[注 62]で中継できないため、HBCからパ・リーグのファーストステージ（日本ハム対西武、札幌ドーム）をネット。中日が進出したファイナルステージ（対ヤクルト、ナゴヤドーム）については全試合放送した。
- 2012年:10月1日にオフ編成に入った後の3試合は中継せず[注 63]。（9月21日に巨人の優勝が決定していたため。）。中日が2位で進出したクライマックスシリーズは、ファーストステージ（対ヤクルト、ナゴヤドーム）を全試合放送。中日が進出したファイナルステージ（対巨人、東京ドーム）も全試合自社制作で放送した。
- 2013年:9月30日にオフ編成に入り、9月22日に巨人の優勝も既に決定していたが、残りの3試合もすべて中継を実施。このうち10月1日の甲子園球場での阪神戦は、本来のネット相手であるABCでの中継予定がないため、夏の高校野球開催期間[注 64]、関西地区の聴取率調査期間、2004年以前の土曜デーゲーム[注 65]といった事例を除けば異例のABC制作の裏送りとなった[注 66]。中日は4位に終わりクライマックスシリーズへの出場を逸したが、ファーストステージ（阪神対広島、甲子園）はABCからのネット受けで、ファイナルステージ（巨人対広島、東京ドーム）はTBSからのネット受けで全試合放送した。ただし、中日が進出しなかったことを配慮する形で「CBCドラゴンズナイター（サタデー・サンデー・スペシャル）」は使用せず「CBCスポーツ・スペシャル」の番組名で放送。
- 2014年:9月29日にオフ編成に入り、9月26日に巨人の優勝も既に決定していたが、残りの2試合もすべて中継を実施。一方のSFはナゴヤドーム開催の1試合のみの放送となったため、2011年や2012年とは逆にSFの方が先に公式戦の中継を終了する形になった。中日は4位に終わりクライマックスシリーズへの出場を逸したが、前年同様に「CBCスポーツ・スペシャル」として、ファーストステージ（阪神対広島、甲子園）はABCからのネット受けで、ファイナルステージ（巨人対阪神、東京ドーム）はTBSからのネット受けで全試合放送した。
- 2015年:9月28日にオフ編成に入った後のビジター3試合はすべて中継しない予定であった（この時点でリーグ優勝チームはまだ決定していなかったが、既に中日のCS進出可能性がなくなったため）[注 67]。しかし、そのうち10月1日の対広島戦が雨天中止となり、順延されシーズン最終戦となった10月7日の試合は、山本昌投手の引退登板試合となり、SFがネット受けも含めて中継を行わなかったことから、CBCは『ドラ魂KINGスペシャル レジェンド山本昌50歳、最後のマウンド』として急遽RCCからのネット受けで中継した。結果的に、2年連続でSFの方が先に公式戦の中継を終了する形になった。なお、クライマックスシリーズはファーストステージ（巨人対阪神、東京ドーム）については、TBSラジオが放送しないため、ABCからネットした（3戦目は月曜日であったが、JRN扱いでCBCにネットしているにもかかわらず、レギュラーシーズンと同様にNRNのチャイムを使用した）。ファイナルステージはセ（ヤクルト対巨人、神宮）は放映権の関係で放送出来ないため、RKBからパのファイナルステージ（ソフトバンク対ロッテ、ヤフオクドーム）をネットした（なお、TBSは自社制作し、HBC・TBCは通常番組を優先したためRKBとの局間ネットだった）。
- 2016年:9月26日にオフ編成に入った後のビジター2試合は中継せず（既に9月10日に広島の優勝が決定していたため）。なお、クライマックスシリーズはファーストステージ(巨人対DeNA、東京ドーム)及びファイナルステージ(広島×DeNA、マツダスタジアム)についてはファーストステージをTBSラジオが放送しないことに加え、在京球団同士の対戦だったことや中日が4年連続Bクラスに終わったこともありクライマックス・セ導入後初めて中継をせず通常編成を取ることになった。また当年から中日がクライマックス・セ非出場時は中継を一切行わない方針に切り替えることになった[注 68]。
- 2017年:10月2日にオフ編成に入るが、既に9月18日に広島の優勝と中日の5年連続Bクラスが決定していたため、中日戦の中継は9月27日の東京ドームでの巨人戦を最後にビジターの6試合を残して打ち切り（このうち2試合は改編以前の実施であるが、どちらも神宮球場のヤクルト戦のため元々中継なし）。JRNナイターの放送は9月29日まで継続。
- 2018年:10月1日にオフ編成に入った時点で中日は2試合を残していたが、既に9月26日に広島の優勝が決定していたため、中日戦については10月13日のナゴヤドームでの阪神戦（シーズン最終戦）のみを中継。この試合は双方の球団のBクラスが確定したことでクライマックスシリーズの開催期間中に組み込まれたが、SFがクライマックスシリーズ中継を優先する一方、CBCはクラマックスシリーズの中継予定がないこと、さらには岩瀬仁紀と荒木雅博の引退試合であることから中継に踏み切った。
- 2019年:9月30日にオフ編成に入るが、既に9月24日までに巨人の優勝と中日の7年連続Bクラスが決定していたため、9月30日の甲子園での阪神戦（シーズン最終戦）のみ中継せず。
- 2020年:本来であれば9月28日にオフ編成に入るが、新型コロナウィルス感染拡大の影響で開幕が約3ヶ月遅れた影響で、公式戦が11月まで続くことから中継を継続。オフ期の番組である『ゆるよる』の開始を11月10日まで繰り下げ、本番組については9月以前と変わらない体制で、本拠地最終戦となる11月6日のヤクルト戦まで中継。10月30日に巨人の優勝が決定していたため、11月11日のマツダスタジアムでの広島戦（シーズン最終戦）のみ中継せず。
- 2021年:本来であれば9月27日にオフ編成に入るが、1年延期された2020東京オリンピックが開催され公式戦が中断した影響で、公式戦が10月末まで続くことから中継を継続。前年同様『ゆるよる』の開始を10月19日まで繰り下げ、本拠地最終戦となる10月14日のヤクルト戦まで中継（翌15日は元々中日の試合がないため、シーズン最後の『ドラ魂ワイド』を放送）。10月2日の段階で中日の優勝の可能性が無くなり、13日には2年ぶりのBクラスが確定したため、それ以降のビジター5試合（うち1試合は神宮球場でのヤクルト戦のため放送権なし）は中継せず。
- 2022年:9月26日にオフ編成に入った後のビジター5試合は中継せず（前日の9月25日にヤクルトの優勝が決定していたため）。
- 2023年:10月2日にオフ編成に入るが、既に9月10日に中日の3年連続Bクラス、9月14日に阪神の優勝が、それぞれ決定していたため、中日戦の中継は9月29日のマツダスタジアムでの広島戦を最後に3試合を残して打ち切り。翌9月30日に東京ドームでの巨人戦ナイター[注 69]、10月1日に横浜スタジアムのDeNA戦デーゲームが行われるが、いずれも中継せず[注 70]。
- 2024年:9月30日にオフ編成に入った後の3試合は中継せず（9月20日に中日の4年連続Bクラス、9月28日に巨人の優勝が、それぞれ決定したため）[注 71]。

なお、日本シリーズについては、2017年までは中日の出場有無に関係なく全試合を完全中継しており、中日が出場した2004年、2006年、2007年、2010年、2011年は全試合をCBCが実況アナウンサー・解説者を派遣して自社制作し、ほかの年はJRN全国中継をネット受けしていた。しかし、2018年からはTBSラジオの野球中継撤退の影響もあり、中日が出場できなかった年は中継しないことになった。ちなみに、2022年度から、ナイターオフ編成を行っている火曜日にはTBSラジオ制作番組の同時ネット（2022年度は『アフター6ジャンクション』、2023年度は『荻上チキ・Session』）を19:00 - 21:00の時間帯で実施している（ただし、特別番組の放送によりネット返上や放送時間短縮を行うケースがある）が、中日ドラゴンズがクライマックスシリーズや日本シリーズに進出した場合のオフシーズン期編成を含めた対応については現時点で未定。
この他、野球日本代表（侍ジャパン）がバンテリンドームナゴヤにて強化試合（侍ジャパンシリーズ）を行う場合、中京圏ローカル向けに自社制作で中継することがある。2023年3月3日の日本代表対中日戦、2024年11月9日の日本対チェコ戦が該当。

## レインコート番組（予備番組）一覧表
|      | 火 - 金                                                        | 土・日・月                                      |
| ---- | -------------------------------------------------------------- | ----------------------------------------------- |
| 番組 | 「ドラ魂ワイド!!」（自社制作） ※「ドラ魂ナイト」のスペシャル版 | （定時番組） （試合時間別の対応は当該項を参照） |

- 2017年までは火曜から木曜に「プロ野球ネットワーク」、金曜に「プロ野球東西南北」が編成されていた（いずれもTBSラジオ制作）。どちらも放送する主旨は同じであるが、月曜日と金曜日のJRNナイターの関西地区でのネット局がMBSラジオ（火-木曜はABCラジオ）であることに配慮してタイトルを変えていた。2018年以降はTBSラジオのプロ野球中継撤退の影響で、上記の対応となった。
- 前述のようにCBCではJRNナイターが廃止された2018年以降平日ナイターで中日戦の中継がない場合でも他のJRN局やRF発の中継をネットすることが多いためにレインコート番組が編成されるのは当初から全く中継予定がない場合や予定していた試合が全て雨天中止になった場合等に限定され、放送される頻度は少ないが、2023年度のみは中日戦の中継がない場合の他球場の試合の中継を減らしたため、放送頻度が増えていた。
- またデーゲームと月曜ナイターは中日戦が雨天、その他不可抗力で中止になった場合の予備カードを設けていない。
  - 2022年4月8日-4月10日の「DeNA対中日」戦の試合はDeNAの選手の集団コロナ感染の影響で、開催が取消となり、4月8日は急遽HBCラジオからの提供による「日本ハム対楽天」戦に差し替えて放送。4月9日と10日は定時編成に準じたものに戻して放送された。

## 中継が延長した場合の対応と土・日・月曜の番組編成
原則、試合開始時刻から3時間を中継枠として設けているが、試合が長時間に及んだ場合は以下のようになる。また、土・日・月曜は状況により番組編成が以下のように変化する。なおこれは、クライマックスシリーズ・日本選手権シリーズにも準用される。

### 火曜日 - 金曜日
- ナイター中継の終了が21:55まで場合は、『ドラ魂ナイト』を短縮放送。22:00を過ぎる場合は『ドラ魂ナイト』は休止し、中継終了後に『チュウモリ』を短縮放送する。
- デーゲーム中継時は、17:50頃までに終了した場合は『ドラ魂キング』を短縮放送。ただし、中継を行っている時間帯に本来放送されている箱番組を優先して放送する。17:53を過ぎる場合は『ドラ魂キング』が休止となり、試合終了まで中日戦の実況を続け（18時以降はドラゴンズナイターのタイトルになる）、中日戦の試合中継終了後に（場合によっては箱番組の放送を行ってから）他球団のナイトゲームの中継に飛び乗る。左の状況でJRN系列でナイトゲーム中継の代わりにレインコート番組をナイトゲーム帯に放送している場合でも中日戦の中継終了後に飛び乗りする。なお、JRN全国ネットのニュース番組『ネットワークトゥデイ』は番組開始時刻になっても中継が続いている場合は休止され、CMのみ中継終了後に流れる（月曜デーゲームの中継時も同様）。

### 土曜日
- ナイター中継時は『大前りょうすけのちょいバズ!』は中継の直前番組として17:00 - 17:57の短縮放送となる。また、通常時20:30開始の『ラジオシアター〜文学の扉』を16:00開始に移動し、『若狭敬一のスポ音』は16:00までの短縮放送となる。
  - 中継終了後は通常時19:30開始の『So stoked for FANTASTICS』、20:00開始の『加藤千佳 オトナの時間』の順に放送し、その後に『工作太朗のジョブナイ』を23:00まで短縮放送する。23:00開始の『神谷明・日高のり子 TALK!×3』以降は通常編成となる。
  - 雨天中止の場合、『ちょいバズ!』は19:30まで放送した後、『So stoked for FANTASTICS』『加藤千佳 オトナの時間』『工作太朗のジョブナイ』は元の時間に戻して放送するが、『ラジオシアター〜文学の扉』は当初の予定通り繰り上げ放送し、本来同番組を放送すべき時間帯は『いっしょに歌お!CBCラジオ』で穴埋めする。
- デーゲーム中継時は、『若狭敬一のスポ音』は中継の直前番組として試合開始3分前までの短縮放送となる。
  - 中継終了後は原則として『土天 ザ・ワールド』『中野浩一のフリートーク』を中継終了直後に続けて放送し、その後で『ちょいバズ!』を19:30まで放送する。平日のようなリレー中継は行わない（これは日・月曜も同じ）。放送の開始・終了が（2019年度の中日主催デーゲームの基本時間である14:00を基準として）イレギュラーなケースは以下の通りとなる。
  - 16:30より前に中継が終了した場合は『若狭敬一のスポ音』を16:30まで放送し、その後の『土天 ザ・ワールド』以降の番組は通常編成。
  - 17:45になっても中継が続いている場合はJRN全国ネットのニュース番組『ウィークエンドネットワーク』が休止され、CMのみ前後の時間帯に放送。中継終了が17:45に近い時間となった場合は『ウィークエンドネットワーク』を放送してから『土天 ザ・ワールド』と『中野浩一のフリートーク』を放送（場合によっては『ちょいバズ!』に内包する形を取る）。
  - 19:00以降も中継が続いている場合は、『ちょいバズ!』を休止し、『土天 ザ・ワールド』と『中野浩一のフリートーク』を放送した後で、通常19:30開始の『So stoked for FANTASTICS』以降の各番組をスライドして放送し、通常21:00開始の『ジョブナイ』を短縮放送にして対応。
  - 中継が大幅に伸びた場合深夜に放送されるアニラジ番組は放送休止となり原則として翌週以降に順次繰り下げて放送されてその間ストックを消化するまで新規の収録が中止となる。[注 76]
- 中日戦の開催がない、もしくはCBCラジオに放映権がないヤクルト戦ビジターゲームで『CBCドラゴンズサタデー』自体が編成されない場合には、2016年までは『ドラ魂ポーン!!!』を休止し『歌武蔵の番外らじちゃんこ』を編成することが多かった。2017年はヤクルト戦ビジターゲームの際は『スポ音』は原則フル放送。中日戦がナイターの場合、『スポ音』を15時までの短縮として『らじちゃんこ』を編成する場合がある。

### 日曜日
- ナイター中継時は『河原崎辰也 いくしかないだろう!』は中継の直前番組として17:30 - 17:57の短縮放送となる。また。通常18:30開始の『渡辺美香のWhat a Wonderful World』を22:00開始に、通常19:00開始の『高橋誠の心音』を22:30開始に、通常19:30開始の『終活応援団!長谷雄蓮華の人生楽らくラジオ』を17:00開始に、通常20:00開始の『明日へのエール〜ことばにのせて〜』を14:15開始に、通常22:00開始の『サンスター 文化の泉 ラジオで語る昭和のはなし』を16:00開始にそれぞれ移動し、『カトリーナの全部全力!』は14:15までの短縮放送となる。
  - 中継終了後は、『CBC歌謡ベストテン』以降の各番組をスライドして放送。
  - 終了が23:00をまたぐ場合は設備のメンテナンス時間を確保するために箱番組の一部が休止となることもある。[注 77]
  - 雨天中止の場合、『いくしかないだろう!』を19:00まで放送した後、19:00 - 21:00は事前録音の雨傘番組（#その他を参照）を放送する。『What a Wonderful World!』から『ラジオで語る昭和のはなし』までの各番組は、変更後の時間帯で当初の予定通り放送。
- デーゲーム中継時は、『カトリーナの全部全力!』は中継3分前までの放送となる（13:00試合開始の場合は全編休止）。『GOGO競馬サンデー!』（MBS制作のネット受けまたはCBC自社制作）は原則休止となるが、G1などの重賞レースは野球中継を一時中断してレース実況のみ生中継か同時パッケージ（いわゆる「録って出し」)で放送する。着順や配当は確定した後でスタジオパートで伝える。野球中継がネットされている場合、競馬中継中は一時的に裏送りとなる。重賞レースと阪神主催の中日戦と重複した場合は、SFがMBSからの裏送りで野球中継を放送しているため、競馬中継の時間帯のみCBCとSFでMBS制作番組の競合となる[注 78]。
  - 中継終了後は、原則『いくしかないだろう!』（終了直後 - 18:30）→『渡辺美香のWhat a Wonderful World』（18:30 - 19:00）の順に放送。終了が18:30を過ぎる場合は『いくしかないだろう!』を休止し、以下の番組は繰り下げとなる。逆に中継が早く終了した場合、『いくしかないだろう!』を繰り上げて枠拡大で放送するほか、16:00以前に中継が終了した場合はその時点で『GOGO競馬サンデー!』に飛び乗る。

### 月曜日
- ナイター中継時は、基本的に火曜 - 金曜と同様であるが、『ドラゴンズナイター最前線』の放送はない。また、中継終了後は『しろくじちゃんとアホロートルが寝る前にほめるラジオ』、『SKE48 なるべくしゃべりたい』、『モーニング娘。 牧野真莉愛のまりあん♥LOVEりんですっ♥』、『SKE48坂本真凛のりんりんらじお』を放送した後、『チュウモリ』が短縮して放送される。終了時間が21:00以降の場合は、『チュウモリ』は短縮される。『マミーゴ♪とワクワクしたい仲間たち』と『ラジ和尚・長谷雄蓮華のちょっと、かけこまナイト!』、『らじお女子の「ラジオに恋して」』は終了時間に関係なく休止となる。
- デーゲーム中継時は、こちらも基本的に火曜 - 金曜と同様であるが、他球場でのナイターの中継を原則行わないため、終了時間が17:53を過ぎた場合は野球中継終了後に『〜ともだちラジオ〜本音でゴメン!!』を20:00まで短縮放送する。なお、箱番組を放送する場合はそれらを放送してから『〜ともだちラジオ〜本音でゴメン!!』の放送が始まる。

### その他
ナイターが21:00より早く終了した場合は、21:00までスタジオ担当の戸井のフリートークとFAX･メール紹介、音楽を送るが、2017年まではTBSラジオのスタジオと一旦つないだ後で、まだ試合が続いている他球場からの中継を送るケースがあった。21:00から「ドラ魂ナイト」がスタートする。
他にプロ野球の試合が行われていない時のために、CBCでレギュラー番組を持っているパーソナリティーによる独自の穴埋め（フィラー）番組（録音）も用意されているが、放送されることはほとんどない。内容は毎年変わるらしい。この例として、2018年9月30日のナゴヤドームのデーゲームが平成30年台風第24号の影響で中止となった際に、「板東サンデー」と「GOGO競馬サンデー!」の間でブランクとなった時間帯で、「ドラ魂ミュージック」と題した久野誠の進行による録音番組が急遽放送された（2020年にも日曜ナイター中止時向けに同名の番組が用意されている模様）。また、2019年には日曜ナイター中止時の穴埋め番組として「ドラゴンズ平成優勝物語」と題した戸井の進行による録音番組が用意されており、2019年9月22日のナイター中止時に放送された。

## プレゼント
- 2004年:勝利の点差クイズ
  - 中日が当日の試合に「何点差で勝つか」を予想してもらい、正解者から抽選で現金5000円や特製グッズをプレゼント。負けや引き分けの場合は現金プレゼントは無し。
- 2005年:ホームランプレゼント
  - 中日の選手でホームランを打った選手の名前を書いて抽選で現金をプレゼント。またFAX/メールメッセージを送って特製グッズがあたり月末に月間賞として別の賞品が当たる。
- 2006年:キーワードプレゼント
  - 番組内で3回キーワードが読み上げられ、全てを答えて送ると抽選でプレゼントが当たる（現金1万円1名、番組特製ネックストラップ5名）。
- 2007年:強竜伝説キーワードプレゼント
  - 内容は2006年度と同じ。2つめのキーワードの前にキーワードに関連した過去の名場面の実況が流れる。
- 2008年:強竜伝説キーワードプレゼント
  - 発表されるキーワードが1つになった。番組内で3回読み上げられ、2回目の発表時に前年度と同様、キーワードに関連した過去の実況が流れる。
- 2011年:キーワードプレゼント
  - プレゼント企画がホームゲーム限定となった。キーワードは1つで、5回裏終了時に読み上げられる。キーワードは試合展開に関連したものが多い。
- 2012年:JOIN US!キーワードプレゼント
  - 基本は2011年と同様だが、キーワードの読み上げをチアドラゴンズ2012メンバーが行うようになった。また、セ・パ交流戦の期間中は「ドラゴンズ必勝キャンペーン」として、ビジターゲームも含む全ての試合でプレゼント企画がなされた。
- 2013年:ラストバッタークイズ～ザ・ラストサムライ～
  - 中継する中日戦の全てでプレゼント企画が行われるようになった。タイトル通り、中継した試合の最後のバッターを答える。

## 解説者

### レギュラー解説者
- 山田久志（2006年 - ）[注 80]
- 小松辰雄（1998年 - ）[注 81]
- 牛島和彦[注 82]（1994年 - 2004年、2007年 - 。2018年から2022年までTBSラジオ制作DeNA戦のJRN系列局向け裏送りを兼務。2018年のみ文化放送制作RKB・HBC向け裏送りの解説も兼務）[注 83][注 84]
- 彦野利勝（1999年 - 2011年、2014年 - ）
- 川上憲伸（2016年 - 。テレビ朝日解説者兼。2020年には日本テレビの野球中継での企画『野球脳サバイバルナイター』にも出演）[注 85][注 86]
- 岩瀬仁紀（2019年 - 。東海テレビ・東海ラジオ・テレビ愛知・NHKゲスト解説者兼）
- 吉見一起（2021年 - 。BS-TBS・TBSチャンネル解説者兼）
- 荒木雅博（2024年 - 。BS-TBS・TBSチャンネル解説者兼）

### ゲスト解説者
2011年までは立浪和義（2022年から中日の一軍監督）のみだったが、レギュラー解説者の人員減少を受け、2012年から2013年にかけて、ゲスト解説者の登場機会が増えていた。原則として月1回程度の出演で、2014年以前のラジオ日本向け裏送りの対巨人戦中継には出演しなかった。
- 清原和博（2022年 - 。競合局の東海ラジオの中継でも解説を務める。スペシャルウィーク期間に出演）
- 英智（2023年 - ）

TBSラジオが裏送り扱いで制作に協力するDeNA主催試合中継への出演者については、TBSラジオ エキサイトベースボールの項を参照されたい。
備考
この他、解説者が不足した際には、TBS・RF・ABC（月・金曜以外）・MBS（月・金曜）・RCCから解説者を借りたり、フリーとなっていた時期の板東英二を単発復帰させて放送したことがある。
- TBS＝杉下茂等の中日OBや、水原茂等中日監督・コーチ経験者が主体だが、それ以外の解説者も担当。過去にはRF向け裏送り中継にTBS解説者が出演した例もある。2018年にはナゴヤドームの自社制作試合で槙原寛己が解説を務めている。
- RF＝2018年にはTBSラジオが制作に係わるDeNA主催試合の自社乗り込みで清水隆行が解説を務めたことがある。
- ABC＝対阪神戦。中日OBの矢野燿大がABCの解説者だった時期に、よく派遣されていた。
- MBS＝主に対阪神戦（稀に阪神非関与のJRN全国中継の担当もあり）。中日OBの一枝修平等。
- RCC＝対広島戦のビジター自社制作（特に2018年は金曜日を中心に実施）で中継する際に出演することがあるが（過去には、逆にRCCアナウンサーとCBC解説者という形態もあった）、RCCがJRN受けの曜日には中日のホームゲームに道原博幸が派遣された例があった。また衣笠祥雄など広島OBのTBS解説者が派遣されることもあった。

### 過去の解説者
- 秋山幸二（2017年、ゲスト解説者・RKB毎日放送からの派遣）対西武戦に出演[6]。
- 石崎竜（1957年 - 1959年）
- 伊藤庄七（1966年 - 1967年）
- 井上一樹（2023年、ゲスト解説者。中京テレビ解説者兼。現：中日ドラゴンズ監督）
- 井上登（1981年 - 1995年）
- 落合英二（2007年 - 2009年、2013年 - 2014年。2007年 - 2009年はCBC専属解説者。2013年以降は本数契約<テレビ愛知、メ～テレ、J SPORTS(東海テレビ制作分)、東海テレビ副音声兼任>。2013年は東海ラジオにも出演。そのため、2013年はJRN本番カードには出演しなかったが2014年は出演した。現：中日ドラゴンズ二軍監督）
- 落合博満（2018年 - 2019年、ゲスト解説者）セ・パ交流戦で出演。
- 近藤金光（1959年 - 1965年）
- 近藤貞雄（1978年 - 1980年、1984年、1987年 - 1988年、1992年 - 2006年）[注 87]
- 木俣達彦（1983年 - 1986年、1990年 - 1994年、1996年 - 2017年。現：滋賀ユナイテッドベースボールクラブシニアアドバイザー）
- 工藤公康（2022年、ゲスト解説者）
- 小島茂夫（1957年 - 1959年）
- 杉浦清（1954年 - 1962年、1966年 - 1981年）
- 高木守道（1987年 - 1991年、1996年 - 2011年。2016年からCBCテレビの副音声でのゲスト解説者として復帰し、本番組には2017年9月23日の久野の最終実況試合にゲスト解説者として1回限りの復帰）
- 高田一夫（1957年 - 1959年）
- 立浪和義（2010年 - 2021年）
- 達川光男（2016年）
- 恒川通順（1966年 - 1967年）
- 中山俊丈（1995年 - 1998年）
- 中利夫（1981年 - 1982年。のちに東海ラジオ解説者）
- 中村武志（2022年 - 2023年。中京テレビ解説者兼）
- 中畑清（2016年、ゲスト解説者。セ・パ交流戦で出演）
- 仁村徹（2005年 - 2009年）[注 88]
- 野村謙二郎（2015年、ゲスト解説者。日本テレビ、広島テレビ、RFラジオ日本解説者兼）[注 89]
- 平田良介（2024年。TBSチャンネル解説者兼。現：中日ドラゴンズ外野守備走塁コーチ）
- 水谷啓昭（2012年 - 2013年、ゲスト解説者。担当当時中日ドラゴンズ現役スカウト）
- 三富恒雄（1964年 - 1967年）
- 板東英二（1979年 - 1980年、2018年 - 2020年。ニッポン放送・MBSラジオゲスト解説者兼。）
- 星野仙一（1992年）[注 90]
- 森繁和（2012年 - 2013年、2020年 - 2021年、ゲスト解説者。J SPORTS・BSよしもと他解説者兼）
- 森本稀哲（2016年 - 2017年、ゲスト解説者。在札各局で解説。現：北海道日本ハムファイターズ一軍外野守備走塁コーチ）2016年はセ・パ交流戦のHBCとの局間ネットで出演したが、2017年は単独放送の対西武戦に出演[6]。

備考
2011年まではCM明けに解説者のワンフレーズが流れていた。以下にその一覧を記す。なお、このワンフレーズは放送日に解説を担当していない場合でも流れていた。
- 高木守道:「CBCラジオを聴くのが普通です」
- 木俣達彦:「勝敗予想に自信あり、CBCラジオ」
- 山田久志:「次の一球をズバリ読みます。CBCラジオ」
- 小松辰雄:「直球勝負、CBCラジオ」
- 牛島和彦:「CBCラジオで野球の楽しさ、伝えます」
- 彦野利勝:「歌も野球もCBCラジオで」
- 落合英二:「CBCは選手の素顔に迫ります･･･なんてね」

## 実況アナウンサー・リポーター
- 塩見啓一
- 水分貴雅
- 角上清司
- 高田寛之
- 宮部和裕
- 西村俊仁
- 榊原悠介
- 光山雄一朗
- 佐藤楠大（リポーターのみ）

備考
実況デビュー済みのアナウンサーは衛星テレビ放送向け実況も担当。塩見・水分以外はテレビ地上波の実況も担当している（塩見・水分もかつては担当していたが、今は衛星放送向け実況のみの担当になっている）。
- 中日ビジターゲーム時の実況・リポーターは原則として榊原、宮部、西村が交替で担当。CBCが中日戦の中継を行う場合、セ・リーグゲームのビジターゲームのアナウンサーの派遣は2019年まで原則行われていた。交流戦も2013年までは同様に派遣していたが、2014年はアナウンサーを派遣せず、現地局の出演者のみで中継を行うことが多くなった。2015年以降は再び全試合派遣に戻った（そのうちCBC向けが裏送りになる4試合のうち3試合をCBCアナウンサーが実況を担当する）。派遣されるアナウンサーは原則1人だが、交流戦の自社制作時や3連戦でかつ全試合をCBCアナウンサーが実況する場合は2人派遣されることもある（この場合はそれぞれのアナウンサーが実況とベンチリポートを交互に担当する）。尚、2018年は札幌ドームでの日本ハム戦のみアナウンサーを派遣しなかった[9]。尤も、2020年以降は新型コロナウィルス感染拡大に伴う移動制限の影響もあり、一部の巨人戦やDeNA戦を除いてCBCからはアナウンサーを派遣しなくなっている。また、CBCテレビがビジター中継を行う場合、カードの途中でテレビ実況を担当したアナウンサーと交代する場合もある（3連戦の1戦目にテレビ実況を担当したアナウンサーが2・3戦目のラジオリポーターを担当するなど）。但し上述の通り、土・日・祝日の巨人主催の中日戦である場合はRFが編成方針から生中継・およびナイターでのディレイ中継をしなくなったため、2022年度の一部の試合で、RFの解説者と一緒にCBCラジオのアナウンサーが担当する試合が存在する。
- 塩見は2012年7月のスポーツ部への異動により一旦番組から離れていたが、2014年7月に専任局次長としてアナウンス部に復帰[10]。同時に本番組にも復帰し、不定期に中日主催試合のベンチリポートを担当するが、2019年からは実況を担当することもある。同年に定年を迎えた後も再雇用の形で担当を継続している。
- 水分は2012年7月のアナウンス部長就任後はビジターゲームの担当から外れていたが、2014年9月19 - 21日の対阪神戦で久々にビジターゲームのベンチレポートを担当している。2021年のシーズン終了後に定年を迎えたが、2022年シーズン以降も塩見同様に再雇用の形で担当を継続している。
- 角上は西村と入れ替わりに2016年6月にスポーツ部へ異動し一旦降板していたが、2025年7月よりアナウンス部に復帰。本番組にも8月から復帰予定。
- 西村は2011年6月のスポーツ部への異動によりレギュラーでの番組出演は一旦終了したが、2013年・2014年には実況アナウンサーの人員に余裕がない際に数度、スポーツ部所属のまま実況を担当したことがあった（ラジオ日本向けの裏送り中継含む）。2016年7月からアナウンス部に復帰したため、本番組へも本格的に復帰している。
- 榊原は2018年7月7日・対ヤクルト戦（ナゴヤドーム）のリポーターとして中継初登場。当初は2021年9月4日・対DeNA戦（ナゴヤドーム）で実況デビューするはずであったが、新型コロナウィルス陽性者との濃厚接触疑いによる自宅待機期間と重なったためキャンセルとなり、同年10月13日・対ヤクルト戦（ナゴヤドーム）で改めて実況デビューを果たす。
- 光山は2018年7月26日・対DeNA戦（ナゴヤドーム）のリポーターとして中継に初登場。2021年9月5日・対DeNA戦（ナゴヤドーム）で実況デビューを果たす。ただし、2024年4月から月・火曜日に『CBCラジオ ＃プラス!』（平日早朝の生ワイド番組）でパーソナリティを務めるため、同年以降は中継に出演する機会を制限する予定。
- 佐藤は2025年4月19日・対DeNA戦（バンテリンドームナゴヤ）のリポーターとして中継に初登場。
- CBCテレビがビジター中継を行う場合、リポーター担当のアナウンサーはテレビ・ラジオの両方に出演する。ホームゲームの場合はそれぞれ別のアナウンサーが担当する（中日主催試合かつCBCテレビが地上波中継を行う場合、ヒーローインタビューのインタビュアーをテレビ中継のリポーターが、中日が勝利した場合の監督インタビューのインタビュアーをラジオ中継のリポーターが担当する）が、中日クラウンズと日程が重なるなど、人員が不足する場合は兼任する場合があるが、中日クラウンズ期間中のテレビ放映権は、普段中継する日曜日のデーゲームも含め東海テレビ・テレビ愛知・NHK名古屋放送局に譲渡することが多くなっている。
- 2012年までは放送内で「実況 CBC ○○」と呼称していたが、2013年4月1日のラジオ部門の分社化にあわせ、2013年シーズン開幕から「実況 CBCラジオ ○○」と呼称するようになった。なお専属解説者についてはテレビ・ラジオ兼任であることから「解説 CBC ○○さん」で変わっていない。

### 過去の実況アナウンサー・リポーター
- 伊藤敦基（2018年シーズン中の7月にスポーツ部へ異動）[注 92]
- 宇井昇
- 宇都宮秀則
- 江田亮[注 93]（2022年のシーズン終了後に退職）
- 草柳伸一
- 久野誠（定年のため2017年9月23日の中日対DeNA戦の実況と、翌24日の中日対広島戦の中日側ベンチリポートを以って勇退）
- 古賀良彦
- 後藤紀夫
- 田口豊太郎
- 田中良一
- 西澤暲
- 福井豊治
- 山内光男
- 若狭敬一（平日の夕方にCBCテレビで『チャント!』のメインキャスターを務める2024年度から担当を離脱）[注 94]
- 和田弘志

## スタジオ担当
- 火曜日　加藤里奈
- 水曜日・金曜日　安藤渚七
- 木曜日　三浦優奈
- 土曜日・日曜日:スポーツ担当のアナウンサーから1名（原則事前録音で対応。競馬中継がある場合、別のアナウンサーが生で競馬中継への前振りや配当の読み上げを行う）
- 月曜日ナイター・平日デーゲーム:CBCアナウンサーから1名（スポーツ担当以外のアナウンサーも担当する。月曜日に関しては本来の月曜レギュラー番組『河原龍夫のヒット! ヒット! パラダイス』を担当している渡辺美香でほぼ固定されている）
  - 試合中の提供読みやプレゼントの告知、ニュース速報を担当する。ニュース・交通情報の速報が入る場合、夜勤アナウンサーが報道スタジオから担当する場合がある。
  - 平日にリレーナイターの編成になった場合は戸井はナイターのみ担当し、デーゲームはCBCアナウンサーがスタジオ担当となる。
  - 試合中にスタジオにつなぐ場合はBGMとしてその年のCBCテレビ「燃えよ!ドラゴンズ」テーマソングが流れる（2013年はSKE48の「チョコの奴隷」。この措置は2007年から）。通常はインスト版だが、場合によってはヴォーカル入り版が流れる。

なお、2015年までの体制は以下の通り。
- 2007年までは久野を中心に男性のスポーツアナウンサーが交代で担当していた[注 95]。
- 2008年からは女性アナウンサーも担当するようになった（占部沙矢香アナが夫の佐藤充投手の登板日にスタジオ担当となったこともある）。
- 2009年と2010年は日曜が女性アナ、火曜～土曜は当時平日にレギュラー番組を持っていた久野以外の男性のスポーツアナウンサー、月曜は男女関係なく空いているアナウンサーが担当した。
- 2011年は曜日を問わず男女関係なく空いているアナウンサーが担当していた。
- 2012年は2010年までと同様の体制に戻り、久野も再びスタジオ担当として出演するようになった。
- 2013年から2015年は戸井が平日ナイターを担当し、それ以外は男女・スポーツ担当にかかわらずアナウンサーが担当するようになった。
- 2016年の土・日・月曜日のビジターゲームはチアドラゴンズ2016メンバーから1名が担当していた。ただし、提供読みや競馬中継が挿入される場合の前フリや配当の読み上げはCBCアナウンサーが担当していた。また、ホームゲームの場合はCBCアナウンサーが担当した。
- 2017年の土曜日・日曜日は元チアドラゴンズの小倉綾華がスタジオを担当したが、競馬中継の前フリや配当の読み上げはCBCアナウンサーが担当していた。

## ドラ魂ナイト
2013年度から始まった、火 - 金曜のナイター終了後から22:00まで放送されるクッション番組。2013年度は4月2日から9月27日までの放送。火 - 金曜ナイターのスタジオ担当である戸井康成がパーソナリティーを務める。詳しくは当該項目を参照のこと。

### 主なコーナー
短縮放送時並びに中日戦以外の試合を中継した場合には一部コーナーが割愛される。
- FAX・メール紹介
  - 中継した試合のゲーム内容に絡んだリスナーからのFAXやメールを紹介する。
- 実況・リポーターとのトーク
  - 中継した試合が中日主催の場合は実況アナウンサー、他球団主催の場合はベンチリポート担当のアナウンサーと戸井が試合後の監督の談話も交えて、中継した試合についてトークする。
- ゲームダイジェスト
  - 中継した試合を実況音源も織り交ぜてダイジェストで振り返る。
- 中日新聞ニュース
  - 定時ニュース。夜勤担当のCBCアナウンサーがニュースを読む。
- 他球場の試合の結果・途中経過の速報。
- さゆドラプッシュ曲
  - 『さゆりんの音楽楽園』[注 96]と『ドラ魂ナイト』で一押ししているアーティストの曲を1曲かける。曲は月単位で変わる。
- アゲソン!リクエスト
  - 中日が敗れた場合のみ「さゆドラプッシュ曲」の替わりに放送。元気が出る曲を中心にしたリスナーからのリクエスト曲を1曲かける。
- 戸井康成のドラ魂ブルペン - アーティストと戸井のトーク、もしくはアーティストからのコメントを流した後に曲が流れる。トークゲスト・コメントゲストがいない場合はCBCラジオのヘビーローテーションである「いっしょに歌お!」の2曲のうちの1曲をかける（事実上『さゆりんの音楽楽園』からの継承コーナー）。
- ピンチヒッター大喜利
  - 野球関係の事柄をテーマにしたネタコーナー。コーナーの最後で次回のお題が紹介される。
- ドラ魂ダービー
  - 毎月テーマを決めてリスナーの予想を募るコーナー。テーマは月ごとに変わる。
- ドラえーもん
  - エンディングコーナー。中継した試合のベストシーンを実況音源で振り返る。

## 関連番組
- 久野誠のドラゴンズワールド（オンシーズンは月曜 18:00 - 18:55、土曜 17:00 - 17:53。オフシーズンの月 - 金 18:00 - 19:00、土曜 17:00 - 18:45。2009年春改編で終了。2011年8月21日の13:30 - 15:00の枠で終了から2年半ぶりにスペシャルを放送。）
- 若狭敬一のドラゴンズワールド WEEKEND SPECIAL（ナイターイン期は土曜 17:00 - 17:53・デーゲーム中継時は休止の週あり。ナイターオフ期は金曜 18:00 - 18:55、土曜 17:00 - 18:45。現在は下記『スポ音』に移行。）
- 若狭敬一のスポ音（土曜 12:20 - 16:15、ドラゴンズデーゲーム時は時間短縮）
- 宮部和裕のドラゴンズEXPRESS（オフシーズンの火 - 金 18:00 - 20:00。2012年春改編で終了）
- ドラ魂KING（オフシーズンの火 - 金 18:00 - 19:00。2019年4月1日からレギュラー化され、月は16:00 - 18:00。シーズン中の火 - 金は16:00 - 17:53。）
- 晩ドラ（CBC中継予定カードのない日に不定期放送。メンバーは戸井康成・高田寛之・加藤由香・彦野利勝。放送は2008年度は4月19日から開始。2009年度は6月9日と6月12日の2回放送。その後長い間放送がなかったが、2011年7月10日と2012年2月26日にはいずれも13:30-15:00の枠でスペシャル版を放送。さらに2012年6月15日には3年ぶりにナイター枠で放送され、コーチとなった彦野に代わり牛島和彦が出演（彦野も遠征先から1コーナーのみ電話出演）。）
- サンデードラゴンズ（日曜 12:54 - 13:24 CBCテレビで放送）
- プロ野球ネットワーク・プロ野球東西南北（JRNネット受けカード雨天中止時に放送）
- ごごイチ/ごごイチ金（ゴールド）（月 - 木 13:00 - 16:00(金は - 17:53)、ドラゴンズデーゲーム時は時間短縮。2012年春改編で終了）
- 夕刊アツキー!（月 - 金 16:00 - 17:53、ドラゴンズデーゲーム時は時間短縮。2013年春改編で終了）
- 土曜天国 ぴかラジ（土 12:30 - 16:45放送、ドラゴンズデーゲーム中継時は時間短縮。2012年春改編で終了）
- 神山里美のホット!na日曜（日 9:00 - 15:00放送、ドラゴンズデーゲーム中継時は午後枠を休止或いは短縮。2009年春改編で終了）
- サンデーみか 〜Mika's MUSIC MUSEUM〜（上記「ホット!na日曜」の後継番組、ドラゴンズデーゲーム中継時は午後枠を休止或いは短縮。2012年春改編で終了）
- 上野規行のSunday LOVEARTH（日 17:00 - 17:53放送、ドラゴンズデーゲーム中継延長時は時間短縮。2009年春改編で終了）
- GOGO競馬サンデー!（日 15:00 - 16:00放送。既述の通り、ドラゴンズデーゲーム中継時は休止し中継終了後に結果速報のみ伝える。G1などのメインレースのみ野球中継を中断して生放送する場合あり）